# Ансеис Картахенский
«Ансеи́с Картахе́нский» (фр. Anseïs de Carthage) — французская эпическая поэма из «Королевского цикла».
Создана в начале XIII века. В одной из рукописей приписывается некоему Пьеру дю Риесу (Pierre du Riès), но скорее всего это переписчик. В поэме более 10000 десятисложных стихов; лессы связаны рифмами и отчасти ассонансами. Герой поэмы — сын Рипё Бретонского и внук Доона де Майанса.

## Содержание
Действие происходит после событий, описанных в «Песни о Роланде». Карл Великий завоёвывает Испанию и дает её в управление молодому бретонскому рыцарю Ансеису, который получает титул «короля Испании и Карфагена». К Ансеису прибывает посольство во главе с Изоре из Коимбры (Ysore de Conimbre), который советует ему просить у сарацинского короля Марсилия (хотя в «Песни о Роланде» он погиб) руку его дочери Годиссы (Gaudisse). Однако Ансеис соблазняет Лентиссу, дочь Изоре, и тот переходит на сторону Марсилия, из-за чего война между франками и сарацинами возобновляется. Годисса проникается любовным чувством к герою, тот похищает девушку, принуждает креститься и затем женится на ней. После долгих военных действий Изоре и Марсилий попадают в плен и там умирают.

## Издания
- Anseïs von Karthago, herausgegeben von Johann Alton, Tübingen, Litterarischer Verein in Stuttgart (Bibliothek des Litterarischen Vereins in Stuttgart, 194), 1892, 606 p.